# Liogenys kuntzeni
Liogenys kuntzeni är en skalbaggsart som beskrevs av Moser 1921. Liogenys kuntzeni ingår i släktet Liogenys och familjen Melolonthidae. Inga underarter finns listade i Catalogue of Life.